# FBA Type B
L'FBA Type B fu un idroricognitore/bombardiere monomotore a configurazione spingente, biposto e biplano, sviluppato dall'azienda aeronautica anglofrancese Franco-British Aviation Company (FBA) nei primi anni dieci del XX secolo e costruito, oltre che dalla stessa, anche su licenza dalla britannica Norman Thompson Flight Company che sviluppò poi una sua versione, denominata NT5.
Evoluzione del precedente FBA Type A, del quale riprende impostazione generale tipica degli idrovolanti a scafo dell'epoca, il modello nacque come idrocorsa per partecipare alla Coppa Schneider, ma allo scoppio della prima guerra mondiale lo si riconvertì ad esigenze belliche e venne utilizzato dalle forze aeree della Triplice intesa coinvolte nel conflitto.

## Storia del progetto

### L'idrocorsa
All'inizio del 1914 la Franco-British Aviation Company, desiderosa di concorrere alla seconda edizione della Coppa Schneider, che si sarebbe disputata, come quella inaugurale, sul circuito di Monaco, decise di sviluppare un modello derivato dal Type A dell'anno precedente, mantenendone l'impostazione generale ma equipaggiandolo con un nuovo motore Gnome, sempre dall'architettura 9 cilindri radiale e del tipo rotativo ma dalla maggiore potenza erogata, il modello Delta da 100 CV (74 kW).
Il prototipo, costruito negli stabilimenti di Argenteuil, venne affidato al pilota svizzero Ernest Burri, futuro pilota collaudatore della Chantiers Aéro-Maritimes de la Seine (CAMS), che riuscì a qualificarsi per la gara del 14 aprile assieme ad altri cinque piloti, tre francesi e due britannici. Alla partenza Maurice Prévost su Deperdussin, dovette rinunciare per problemi tecnici, seguito durante la competizione da lord Carbery, sempre su Deperdussin, al terzo giro, Gabriel Espanet e Pierre Levasseur, entrambi su Nieuport motorizzati Gnome, costretti ad abbandonare rispettivamente al 17º e 18º giro, mentre Howard Pixton, su Sopwith Tabloid riuscì a concludere al primo posto, con una media di 139,66 km/h, con ampio margine su Burri, giunto secondo al traguardo, con una media di 82,35 km/h.

### La conversione militare
Nell'estate del 1914 il Type B fu presentato a una commissione esaminatrice della Marine nationale, la marina militare francese, senza ottenere tuttavia alcun ordine di fornitura. Solo l'inasprirsi dei combattimenti nella primissime fasi della Grande Guerra convinse le autorità militari francesi dell'opportunità di dotarsi di una flotta aerea, e nel dicembre di quell'anno fu emesso un ordine per 40 esemplari. Anche l'alleato Regno Unito espresse interesse per il modello, con la Royal Navy che emise un ordine di altre 40 unità da destinare ai propri reparti del Royal Naval Air Service, con a seguire le forze aeree della Triplice intesa coinvolte nel conflitto, Impero russo e Regno d'Italia, e, con il coinvolgimento del Portogallo, acquistato come dotazione della Marinha Portuguesa per l'addestramento dei propri piloti all'uso di idrovolanti.
La produzione si concentrò principalmente in Francia, negli stabilimenti di Argenteuil, con 150 esemplari costruiti tra gennaio e settembre 1915, e in Inghilterra, 80 unità prodotte negli stabilimenti della Norman Thompson Flight Company a Bognor Regis, nella contea del West Sussex. Una piccola serie (circa 20 esemplari) fu costruita in Italia dalla S.I.A.I..

## Tecnica

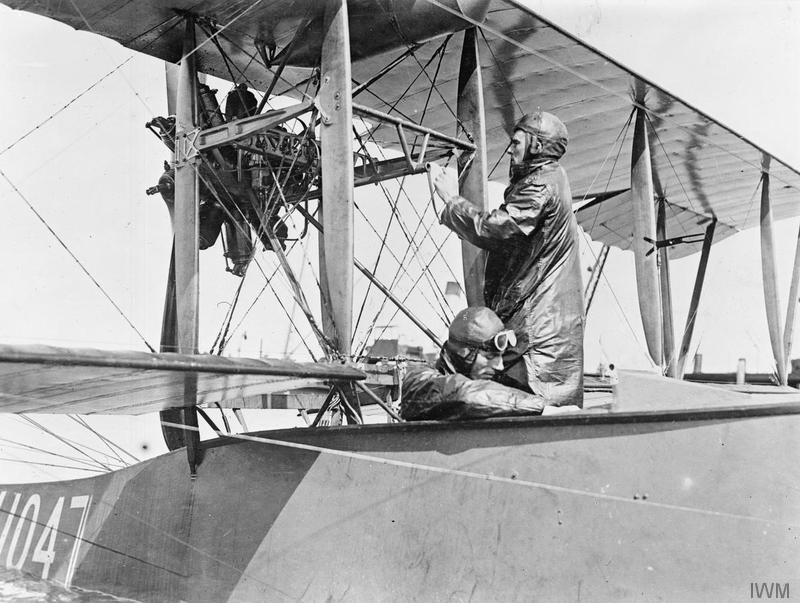
Dettaglio della parte centrale di un NT5 in servizio RNAS.

Il modello riproponeva l'impostazione generale del suo predecessore: cellula lignea a scafo centrale, a sezione rettangolare, che integrava la cabina di pilotaggio a due posti affiancati e che all'estremità posteriore terminava in un impennaggio rialzato, con elemento verticale completamente mobile e piani orizzontali dall'ampia superficie sdoppiata in stabilizzatore e doppi equilibratori.
La configurazione alare era del tipo biplano-sesquiplana, con ala collocata appena dietro l'abitacolo e piani alari con struttura lignea ricoperta da tela verniciata. Il piano alare inferiore, più corto, era di poco staccato dalla parte superiore dello scafo e collegato al superiore, l'unico dotato di alettoni, tramite quattro coppie di montanti interalari, i più interni che integravano il castello motore, i più esterni che collegavano, rinforzandole, entrambe le estremità alari. A irrigidire ulteriormente la struttura concorrevano anche tiranti in cavetto d'acciaio, inoltre, come elementi ausiliari al galleggiamento, all'intradosso del piano alare inferiore erano collocati due galleggianti equilibratori. Allo scopo di permettere un più agevole rimessaggio dei velivoli le ali erano dotate di cerniere che permettevano alle stesse di essere ripiegate all'indietro e ridurre così l'ingombro trasversale.
La propulsione era affidata a un motore Gnome Delta, rotativo radiale a 9 cilindri, disposti su un'unica stella, raffreddato ad aria, in grado di erogare una potenza massima pari a 100 CV (74 kW). Il gruppo motoelica era montato, in configurazione spingente e senza elementi carenanti, su un castello tubolare appena sotto l'intradosso del piano alare superiore.
L'armamento offensivo, nei primi esemplari, era costituito solamente da bombe da caduta, ma in seguito venne integrato, in un certo numero di esemplari, da una mitragliatrice Lewis calibro 7,7 mm. In via sperimentale, un numero imprecisato di esemplari vennero equipaggiato con un cannone a canna rotante calibro 37 mm.

## Impiego operativo
Il Type B fu inizialmente fornito come equipaggiamento dei reparti della francese Aéronautique navale e della britannica Royal Naval Air Service, rispettivamente le componenti aeree di Marine nationale e Royal Navy, impiegati in missioni di ricognizione aerea, pattugliamento delle coste e occasionalmente di bombardamento. Gli equipaggi, essendo il modello inizialmente sprovvisto di armamento, ingaggiarono combattimenti aerei con i loro avversari solamente con l'uso delle rivoltelle e carabine in dotazione ai loro piloti, tuttavia con l'evolversi della capacità offensiva avversaria, grazie all'introduzione della sincronizzazione dei colpi nei caccia e idrocaccia dell'Impero tedesco, un certo numero di unità vennero dotate di una mitragliatrice Lewis e, in via sperimentale, di un cannone a canna rotante calibro 37 mm.
Nel gennaio 1917 l'allora Prima Repubblica portoghese decise di acquistare due esemplari di costruzione francese da fornire alla Escola de Aviação Militar (scuola di aviazione militare) dislocata a Vila Nova da Rainha, sulla sponda destra del fiume Tago, circa 25 km da Lisbona. Qui inizialmente venivano addestrati i piloti che avrebbero prestato servizio negli idrovolanti in dotazione alle forze armate portoghesi del periodo, tuttavia, trascorso solo qualche mese, gli esemplari e il personale della Marina inizialmente assegnato alla scuola, vennero trasferiti a Belém, presso il neoistituito Centro de Aviação Marítima, la prima stazione aeronavale portoghese, inaugurata il 28 settembre 1917. A quei due primi esemplari se ne unì un terzo, un non specificato modello FBA costruito in loco nel 1918, tuttavia vennero radiati tutti entro la fine di quell'anno.
Alcune fonti indicano genericamente che il Type B sia stato utilizzato anche da Impero russo e Regno d'Italia. Un recente studio definisce l'utilizzo degli FBA 100HP Gnome, a posteriori definiti come FBA tipo B, in Italia tra il 1915 ed il 1918.

## Utilizzatori
Francia
Aéronautique navale
 Italia
- Servizio Aeronautico del Regio Esercito

 Portogallo
- Serviço de Aviação da Armada della Marinha Portuguesa

 Regno Unito
- Royal Naval Air Service

## Esemplari attualmente esistenti
Un esemplare della Marinha Portuguesa è visibile al Museu de Marinha di Lisbona.